# Línguas fino-permianas
As Línguas fino-permianas formam um dos ramos das línguas urálicas.
Antigamente, as línguas fino-permianas formavam junto com as línguas úgricas, um ramo separado das línguas fino-úgricas, que era separado das línguas da Sibéria e do norte da Mongólia. Mas depois, as duas se mostraram um grupo distinto e tiveram que ser tecnicamente separadas.

## Membros
- Permiano
  - Komi (Komi-Zyriano, Zyriano)
  - Komi-Permyakio
  - Udmurt (Votyakio)
- Fino-Volgaicos
  - Mari 
    - Mari

  - Mordvinico (Mordvino, Mordviniano)
    - Erzya
    - Moksha

  - Línguas fino-volgaicas extintas sem posição definida
    - Mério (posição incerta, extinta)
    - Meshchério (posição incerta, extinta)
    - Muromiano (posição incerta, extinta)
- Lapônico-fínicas (Fino-lapônicas)
  - Lapônico
    - Lapônico ocidental
      - Lapônico meridional
      - lapônico de Ume — Próxima da extinção
      - Lapônico de Lule
      - Lapônico de Pite — Próxima da extinção
      - Lapônico setentrional

    - Lapônico Oriental
      - Lapônico de Caiânia — Extinta
      - Lapônico de Quemi — Extinta
      - Lapônico de Inari
      - Lapônico de Acala — Próxima da Extinção
      - Lapônico Quildim
      - Lapônico escolta
      - Lapônico de Ter — Próxima da Extinção
- Balto-Fínico
  - Estoniano (incluindo Võro e Seto dialetos, cujo estado de língua separada é disputado)
  - Finlandês (incluindo Meänkieli ou Finlandês Tornedaliano, Kven, e o Finlandês íngrio)
  - Ingrío - Próximo da Extinção
  - Carélio
    - Carélio propriamente dito
    - Lúdico (Lude, Ludiano)
    - Carélio Livvi (Livvi, Aunus, Carélio Aunus, Olonetsiano)

  - Livoniano (Lívio) — Próxima da extinção
  - Vepsiano (Vépsio)
  - Vótico (Votiano, Vódio) — Próximo da extinção